# Murdoch-Nunatak
Der Murdoch-Nunatak ist eine 320 m hohe Insel vor der Nordenskjöld-Küste des Grahamlands auf der Antarktischen Halbinsel, die auch als Nunatak beschrieben wurde. Er liegt 5 km nordöstlich des Donald-Nunatak in der Gruppe der Robbeninseln.
Kartiert wurde er 1947 vom Falkland Islands Dependencies Survey, der ihn nach William Gordon Burn-Murdoch (1862–1939) benannte, Schiffsarzt und Künstler auf dem Walfänger Balaena bei der Dundee Whaling Expedition (1892–1893).